# Герман Мюллер (політик)
Герман Мюллер (Hermann Müllerⓘ; 18 травня 1876, Мангейм — 20 березня 1931, Берлін) — німецький політик, член Соціал-демократичної партії Німеччини. Рейхсканцлер Німеччини в 1920 і 1928–1930 роках.

## Біографія
Герман народився в Мангеймі в родині директора заводу шампанських вин. Початкову школу проходив в Мангеймі, Кецшенброде (передмісті Радебойль, там знаходився батьківський завод) і Дрездені. Потім навчався на комерсанта під Франкфурті-на-Майні і працював торговим асистентом у Франкфурті й Бреслау. У 1899–1906-х працював редактором газети «Görlitzer Volkszeitung». У 1902 році одружився з Фрідою Токкус, яка померла 1905 року від післяпологових ускладнень. Їхня донька — Аннемарі. У 1909 році він вдруге одружився — з Готлібою Яегер, в наступному році вона народила дочку Еріку.
Мюллер помер 20 березня 1931 року від наслідків операції на жовчному міхурі. Могила Германа Мюллера знаходиться в Меморіалі соціалістів на міському центральному кладовищі Фрідріхсфельде в Берліні.

## Член СДПН
Мюллер вступив в СДПН в 1893 р. У 1906 за пропозицією Августа Бебеля був обраний до правління партії і керував відділом партійної преси. На цій посаді йому вдалося створити при СДПН власне інформаційне агентство, щоб партійні газети були в меншій залежності від інформаційних агентств. Під час Першої світової війни Мюллер підтримав політику класового миру, але в серпні 1914 року на зустрічі в Парижі, як представник СДПН, намагався переконати французьких і німецьких соціал-демократів у необхідності утриматися у голосуванні з питання військових кредитів. У січні 1919 року разом з Отто Вельсом став співголовою партії. Мюллер був членом Рейхсбаннера, організації, що об'єднала представників СДПН, центристів і НДП на захист республіки.

## Депутат
У 1903–1906 рр. Мюллер був членом міських зборів Герліца. У 1908 безуспішно висував свою кандидатуру на вибори до прусського ландтагу. У 1916—1918 роках — депутат рейхстагу, від виборчого округу Райхенбах-Нойроде. У 1919—1920 роках був депутатом Веймарського національного зібрання. З 1920 а і аж до своєї смерті був депутатом рейхстагу. З 1920 по 1928 роки головував у парламентській фракції СДПН.

## Державні посади
Після Листопадової революції з 11 листопада по 21 грудня 1918 року Герман Мюллер брав участь у роботі виконавчого комітету ради робітничих і солдатських депутатів Великого Берліна, потім центрального комітету аж до формування урядового кабінету Шейдемана.
З 21 червня 1919 по 26 березня 1920 а Мюллер очолював міністерство закордонних справ в імперському уряді Густава Бауера. На цій посаді Герман Мюллер підписував Версальський договір. З 27 березня по 6 червня 1920 року Мюллер перебував на посаді рейхсканцлер а Веймарської республіки.
28 червня 1928 року Мюллер був знову призначений рейхсканцлером, проте 27 березня 1930 року він пішов у відставку, не отримавши підтримки від фракції СДПГ в рейхстазі з питання про фонд страхування безробітних.
Герману Мюллеру вдалося створити «велику коаліцію», востаннє за історію Веймарської республіки. Проте цей союз, що мав у своєму складі представників СДПН, НДП, ННП, БНП і партії Центру, виявився неміцним. Коаліція загрузла в міжпартійних суперечках з бюджетних питань в умовах поглиблення економічної кризи, внаслідок чого наступник Мюллера Генріх Брюнинг волів спиратися не на парламентську більшість, а на надзвичайні постанови президента Гінденбурга.